# 中国实业银行
中国实业银行是中国近代主要的商业银行之一。

## 歷史
1915年由北洋政府财政部筹办，1919年4月26日中国实业银行成立于天津法租界大法国路（今解放北路），不久迁至天津英租界领事道（今大同道15号眼病急救中心）。实收资本200万元，其中财政部拨官股40万元，商股160万元。发起人包括熊希龄、钱能训、周学熙、李士伟等人。1920年获准发行钞票。
1932年，因华北局势不稳定，中国实业银行将总行迁往上海。1935年挤兑风潮后，国民政府下令改组，与四明银行、中国通商银行、中国国货银行合称“小四行”。抗日战争期间，总行曾经先后撤往汉口、香港及重庆。
1951年，该行与新华银行、四明银行、中国通商银行、建业银行合并组成公私合营银行联合总管理处，1958年统一的公私合营银行并入中国人民银行。